# Торонталска жупанија
Торонталска жупанија (лат. Comitatus Torontaliensis, мађ. Torontál vármegye, рум. Comitatul Torontal) је била жупанија, односно управна јединица средњовековне Краљевине Угарске (14-16. век), хабзбуршке Краљевине Угарске (између 18. и 20. века), а потом и покрајине Банат, Бачка и Барања у Краљевству Срба, Хрвата и Словенаца (1918—1919. године). Управно седиште жупаније био је Велики Бечкерек (данас Зрењанин).
Некадашњи простор ове жупаније данас је подељен између Србије (већи, западни део), Румуније (мањи, источни део) и Мађарске (сасвим мали део на крајњем северу).
Површина жупаније била је 10.016 km², а у време задњег пописа пре њеног расформирања (1910. године) Торонталска жупанија је имала 615.151 становника (густина 61,4 ст./km²).

## Природне одлике
У време Аустроугарске управе, Торонталска жупанија се налазила на југу Хабзбуршке Угарске и била је погранична ка Краљевини Србији.
Простор жупаније припадао је области Баната и обухватао је његове западне крајеве. На северу граница округа је била река Мориш, на западу, Тиса, а на југозападу и југу Дунав. Источне границе округа махом нису биле везане за природне чиниоце (реке, планине, итд.).
Целокупно подручје некадашње жупаније било је равничарско тле јужне Паноније. Водотоци су били равничарски (Дунав, Тамиш, Бегеј, Мориш), спори и често са мочварним окружењем.

## Историја
Простор Баната ушао је историјске белешке у античко доба. У раном средњем веку за овај простор водиле су се борбе између Византије и њених северних суседа (Хуна, Гепида, Авара, Бугара и Угара). Крајем средњег века ово је био погранични простор између Угарске и српских држава (Сремска држава краља Драгутина, Краљевина Србија, Српско царство, Српска деспотовина). Угарска је у 14-15. веку образовала Торонталску жупанију на просторима између старијих жупанија, Ковинске и Чанадске.
Присуство српског становништва на тим подручјима добило је на значају у првој половини 16. века, када је тај простор након све инензивнијих миграција постао и претежно српски, услед чега су османске власти, чак и пре коначног освајања, читаво тамишко подручје између Дунава, Тисе и Мориша означавале као Српски вилајет (тур. Sırf Vilâyeti).
Подручје ове жупаније је током 1551. и 1552. године потпало под власт Османског царства. На већем делу територије дотадашње Торонталске жупаније успостављена је Бечкеречка нахија, која је припадала Чанадском санџаку у саставу новоствореног Темишварског пашалука.
Хабзбуршко царство преотело је Банат од Османлија 1718. године, а овај простор тада постаје део Тамишког Баната, засебне хабзбуршке покрајине. Ова покрајина се укида 1778. године и њени северни делови се укључују у састав Хабзбуршке Угарске, док јужни делови остају у саставу Војне границе. Тада се поново успоставља Торонталска жупанија. Током 18. века поред староседалачких Срба и Румуна досељени су и Немци, Мађари, Украјинци и Словаци. Посебно су у значајном броју насељени Немци.
Током Револуције из 1848/49. године, овај простор улази у састав Српске Војводине. После револуције на овом простору постојало је Војводство Србија и Тамишки Банат, које је било кратког века (1849—1860). Током овог периода, жупанија није постојала, јер је војводство било подељено на округе. После 1860. године ово подручје је прикључено Хабзбуршкој Краљевини Угарској, а Торонталска жупанија је поново образована. Укидањем једног дела војне границе, 1873. године, ово подручје се такође укључује у Торонталску жупанију.
После Првог светског рата овде је образована краткотрајна творевина, Банатска република, а потом овај простор улази у састав Баната Бачке и Барање, покрајине у саставу Краљевине Србије и Краљевине Срба, Хрвата и Словенаца. Торонталска жупанија је била једна од административних јединица Баната, Бачке и Барање 1918-1919. године. Договором између Краљевине Срба, Хрвата и Словенаца и Краљевине Румуније утврђена је линија разграничења, којом је простор некадашње жупаније подељен на већи, данас српски део (југозападна и средишња трећина) са градовима Зрењанином, Панчевом и Кикиндом, и мањи, североисточни део као румунски, са више мањих насеља и градићем Жомбољом. Од делова Баната који су тада остали у саставу Краљевства СХС образована је нова Торонталско-тамишка жупанија. 1921. године, према одредбама Тријанонског споразума, новоуспостављеној независној Мађарској предат је део Баната уз град Сегедин, тј. неколико села на крајњем северу некадашње жупаније.
У међуратном раздобљу назив Торонтал се и даље очувао у оквиру мађарске жупаније Чанад-Арад-Торонтал, док је у оквиру Румуније постојао Тамишко-Торонталски округ (1919—1950).
Део жупаније који је након Првог светског рата припао Краљевини СХС данас је у саставу Србије. Већи део овог подручја припада АП Војводини, док је мањи део у саставу Града Београда (северни, прекодунавски део Општине Палилула).

## Становништво
По последњем аустроугарском попису из 1910. године на подручју жупаније живело је 615.151 становника.
Становништво према матерњем језику (Попис 1910):
- Српски = 199.750 (32,47%),
- Немачки = 165.779 (26,95%),
- Мађарски = 128.405 (20,87%),
- Румунски = 86.937 (14,13%),
- Словачки = 16.143 (2,62%),
- Хрватски = 4.203 (0,68%).

Етнички размештај: Иако је мање-више на подручју целе жупаније било мешовитих насеља, ипак се могу уочити одређени обрасци насељавања. Већински Срби махом су насељавали јужни и средишњи део жупаније, а било их је доста и у градовима. Немци и Мађари су углавном били насељени у градовима и већим селима. Мађара је било широм жупаније, с тим што их је било више у северном делу. Румунско становништво је било везано за села у југоисточном делу жупаније.

## Управна подела
Почетком 20. века, управна подела Торонталске жупаније била је следећа:
| Котари                     | Котари                   |
| Котар                      | Седиште                  |
| -------------------------- | ------------------------ |
| Алибунарски срез           | Алибунар                 |
| Банлочки срез              | Банлок                   |
| Великобечкеречки срез      | Велики Бечкерек          |
| Великокикиндски срез       | Велика Кикинда           |
| Великосемиклушки срез      | Велики Семиклуш          |
| Жомбољски срез             | Жомбољ                   |
| Ковачички срез             | Ковачица                 |
| Модошки срез               | Модош (данас Јаша Томић) |
| Новобечејски срез          | Нови Бечеј               |
| Новокнежевачки срез        | Нови Кнежевац            |
| Панчевачки срез            | Панчево                  |
| Пардањски срез             | Пардањ (данас Међа)      |
| Перјамошки срез            | Перјамош                 |
| Ченејски срез              | Ченеј                    |
| Слободни краљевски градови |                          |
| Панчево                    |                          |
| Градови — срезови          |                          |
| Велики Бечкерек            |                          |
| Велика Кикинда             |                          |